# Fabián Vázquez
Pour les articles homonymes, voir Vázquez.
Fabián Vázquez López, né le 20 janvier 1943 à Zimapán, est un cavalier mexicain de concours complet.

## Carrière
Fabián Vázquez est médaillé de bronze aux Jeux olympiques de Moscou en 1980 en concours complet par équipe avec David Bárcena, Manuel Mendívil et José Luis Pérez Soto.